# Fastmail
Fastmail 是一家位于澳大利亚墨尔本的电子邮件托管公司。除了 Fastmail 品牌服务外，该公司还运营邮件列表服务 Topicbox 和 2015 年收购的电子邮件服务 Pobox。Fastmail拥有数十个提供服务的域名，至今Fastmail在国際上仍是最受欢迎的IMAP邮件服务之一，而在中国则受到Gmail对IMAP的支持的冲击。
该公司于 2010 年被 Opera Software 收购，但于 2013 年通过员工买断再次独立。其服务器位于新泽西州布里奇沃特和华盛顿州西雅图。

## 历史

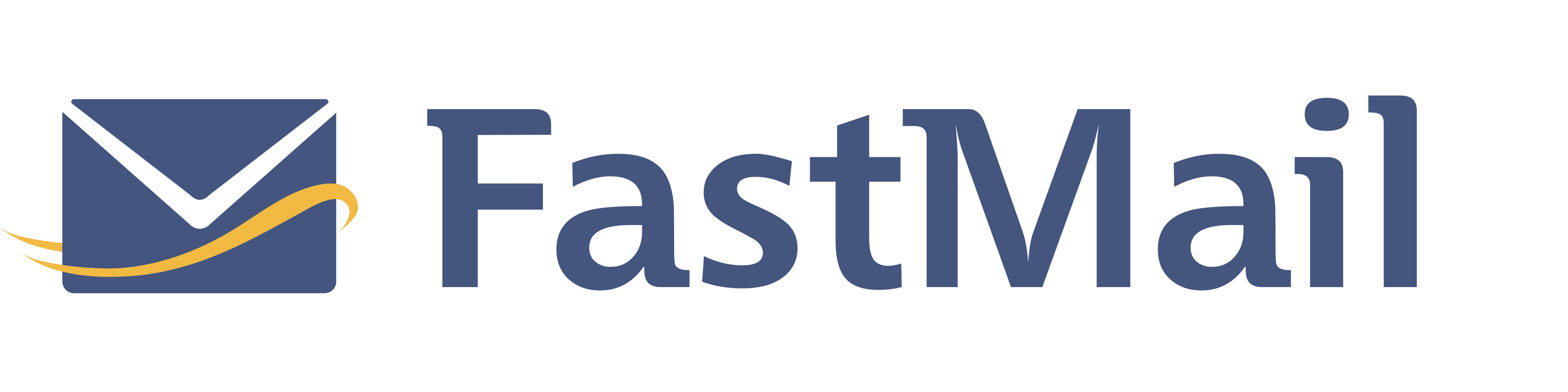
FastMail 在 2019 年 6 月之前的旧图标

Fastmail 于 1999 年由 Rob Mueller、Bruce Davey 和 Jeremy Howard 创建，旨在为 Optimal Decisions Group 的客户提供电子邮件服务。
Fastmail 提供的唯一产品是电子邮件服务（以及随附的配件），但从 2010 年到 2013 年，该产品线归 Opera Software（以其网络浏览器而闻名）所有。通过员工回购，公司再次完全独立。
2012 年 10 月 18 日，Fastmail 宣布停止免费账号注册。现有的免费 Fastmail 帐户不会被终止，但如果免费帐户因超过 120 天未登录而被停用，则无法重新激活。该公司表示，他们决定将 Fastmail 定位为仅提供付费帐户的“优质品牌”。
最初建立时，Fastmail 支持其他邮件服务供应商没有提供的新功能。早期，这些功能包括电子邮件传输和访问的便捷性和速度、个性化、IMAP 和 SSL 支持，以及通过独立公共论坛和维基提供的用户支持。多年来，这些功能变得司空见惯，但Fastmail 仍然提供了 WebDAV、安全 LDAP、机会性服务器间加密、通过最小化单点故障实现的可靠性以及通过 Sieve 进行可定制过滤等差异化功能。
2003年，邮件服务器转移到 messagingengine.com 域名。
2014 年 10 月 23 日，Fastmail 将主网站的域名从 fastmail.fm 切换到了 fastmail.com。
随着 Fastmail 转向订阅制，所有现存的“访客”和“一次性付款”会员电子邮件帐户都在 2017 年 7 月 31 日终止。现有用户可以选择以折扣价转为订阅用户或要求退还一次性付款。
截至 2018 年 12 月，Fastmail 和所有其他澳大利亚公司均须遵守《协助和访问法案》，该法案迫使他们在必要的调查过程中协助执法部门访问加密通信。虽然 Fastmail 表示他们的服务没有“受到重大影响”，因为他们已经遵守了《电信法》的规定，但客户仍对该法案的影响表示了担忧。
2019 年 6 月 24 日，Fastmail 推出了焕然一新的外观，采用了新的图标、应用程序图标、颜色和网站。新图标中，品牌的拼写由FastMail换成了Fastmail。

## 特点
Fastmail 提供多个域名（除了一个以“fastmail”开头的域名，其他均为不同的顶级域名）供用户选择，同时还允许客户使用自己的域名。用户还可以在 Web 邮箱页面中创建日历和笔记，并通过 IMAP 和 CalDav 协议远程同步。

## 技术
开发人员中有一位 Cyrus IMAP 开源软件项目的积极贡献者，还有 Perl 模块 Mail::IMAPTalk 的主要开发人员和维护人员。Fastmail 支持自由软件网络邮件接口 Roundcube 的开发，还开发了一种新的开放电子邮件协议 JMAP。

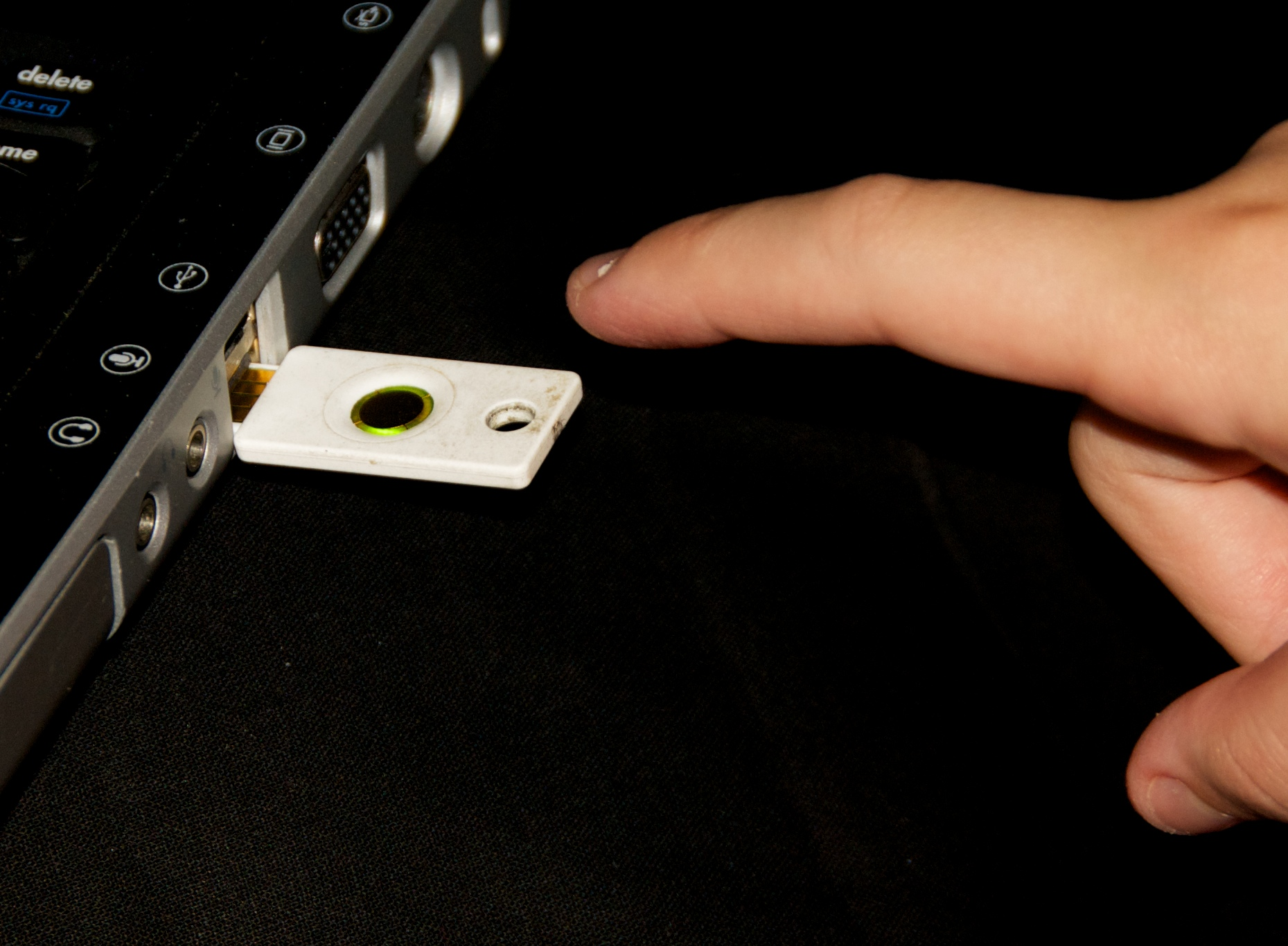
插入 USB 接口 的 YubiKey

Fastmail 还支持使用 YubiKey 的在登录时进行双因子认证。虽然将一个或多个 YubiKey 与 Fastmail 帐户关联不会影响正常登录，但它允许仅使用 YubiKey 及其自动生成的一次性密码登录电子邮件帐户，使其适合在公共计算机上访问电子邮件。据 Fastmail 团队称，仅使用 YubiKey 的登录功能已于 2016 年 7 月停止使用，因为它很少被使用。
该电子邮件服务还支持 U2F 和 TOTP 协议作为辅助登录因素，允许用户使用密码和安全令牌在登录时加强额外的安全防护。

## 註腳
1. ↑  Wright, Charles. . The Age (Melbourne). 2002-10-07  [December 30, 2016]. （原始内容存档于24 February 2008）.
2. ↑  Horstmall-Allen, Helen. . Pobox. 3 November 2015  [2022-09-30]. （原始内容存档于2022-10-03）.
3. ↑  . CEOWORLD Magazine.   [26 September 2013]. （原始内容存档于28 September 2013）.
4. ↑  . Fastmail Help & Support.   [2020-11-24]. （原始内容存档于2021-08-07） （英语）.
5. ↑  . The Register.   [16 September 2010]. （原始内容存档于2017-08-10）.
6. ↑  . Arnnet.com.au.   [16 September 2010]. （原始内容存档于2017-08-10）.
7. ↑  . Opera.com. 2010-04-30  [2016-12-06]. （原始内容存档于2012-03-30）.
8. ↑   . Blog.fastmail.com.   [21 August 2010]. （原始内容存档于2014-12-27）.
9. ↑   . Blog.fastmail.com.   [18 July 2016]. （原始内容存档于2017-07-06）.
10. ↑  . Blog.fastmail.com.   [2016-12-06]. （原始内容存档于2016-10-20）.
11. ↑  Wright, Charles. . The Sydney Morning Herald. 2002-10-17  [10 September 2010]. （原始内容存档于2008-02-24）.
12. ↑  Fleishman, Glenn. . 2005: 106  [2016-12-06]. ISBN 9780975950357. （原始内容存档于2023-07-20）.
13. ↑  .   [2023-07-20]. （原始内容存档于2023-07-20）.
14. ↑  Jeremy Howard. . 8 February 2003  [2023-07-20]. （原始内容存档于2022-10-06）.
15. ↑  . Blog.fastmail.com.   [2016-12-06]. （原始内容存档于2016-12-20）.
16. ↑  . emaildiscussions.com. 2017-01-17  [2017-02-02]. （原始内容存档于2023-07-20）.
17. ↑  . www.emaildiscussions.com.   [2017-05-05]. （原始内容存档于2023-07-20） （英语）.
18. ↑  . iTnews.   [2019-02-25]. （原始内容存档于2023-10-03）.
19. ↑  . BBC News. 2018-12-07  [2019-02-25]. （原始内容存档于2023-10-23） （英国英语）.
20. ↑  . Fastmail Blog.   [2019-06-25]. （原始内容存档于2019-06-25）.
21. ↑  . app.fastmail.com.   [2022-12-25]. （原始内容存档于2022-12-25）.
22. ↑  . FastMail Blog.   [2017-03-29]. （原始内容存档于2017-03-30）.
23. ↑  . FastMail Blog.   [2017-03-29]. （原始内容存档于2016-09-23）.
24. ↑  . Emailserviceguide.com.   [2016-12-06]. （原始内容存档于2015-07-01）.
25. ↑  Blank-Edelman, David N. . 2009: 288. ISBN 978-0-596-00639-6.
26. ↑  . Fastmail blog. 2015-06-05  [2020-04-12]. （原始内容存档于2018-05-23）.
27. ↑  . Jmap.io.   [2016-12-06]. （原始内容存档于2023-09-04）.
28. ↑  . FastMail Blog.   [2016-10-21]. （原始内容存档于2017-02-02）.